# The French Dispatch
The French Dispatch är en amerikansk romantisk komedifilm från 2021. Filmen är skriven, regisserad och producerad av Wes Anderson, från en berättelse han skapat tillsammans med Roman Coppola, Hugo Guinness och Jason Schwartzman. Den har en stor ensemble av skådespelare, och följer ett antal berättelser det sista numret från utrikesdelen, The French Dispatch, av den påhittade tidningen Liberty, Kansas Evening Sun. Filmen har i stor utsträckning fått bra recensioner, med stort beröm för sin musik, produktionsdesign och skådespelarnas prestationer.
Filmen hade världspremiär vid Filmfestivalen i Cannes 2021 den 12 juli, efter flera förseningar under 2020 på grund av Covid-19-pandemin. Den hade biopremiär i Sverige den 22 oktober 2021, utgiven av Walt Disney Studios Motion Pictures.

## Rollista (i urval)
- Benicio del Toro – Moses Rosenthaler
- Frances McDormand – Lucinda Krementz
- Jeffrey Wright – Roebuck Wright
- Adrien Brody – Julian Cadazio
- Timothée Chalamet – Zeffirelli
- Tilda Swinton – J.K.L. Berensen
- Léa Seydoux – Simone
- Mathieu Amalric – The Commissaire
- Bill Murray – Arthur Howitzer, Jr.
- Owen Wilson – Herbsaint Sazerac
- Bob Balaban – Uncle Nick
- Henry Winkler – Uncle Joe
- Christoph Waltz – Paul Duval
- Cécile de France – Mrs. B.